# Kabinett Hontscharuk
Das Kabinett Hontscharuk unter Leitung von Ministerpräsident Oleksij Hontscharuk war vom 29. August 2019 bis zum 4. März 2020 die Regierung der Ukraine. Es folgte auf das Kabinett Hrojsman und wurde vom Kabinett Schmyhal abgelöst.

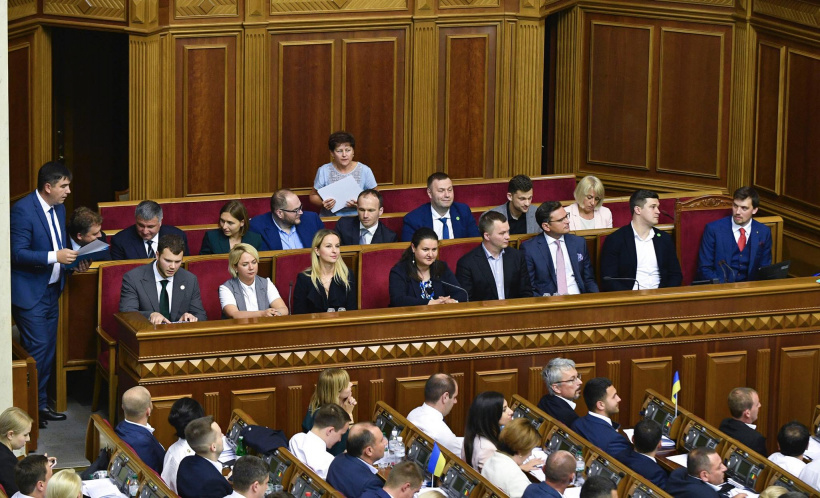
Die Regierung von Oleksij Hontscharuk, nachdem sie von der Werchowna Rada bestätigt wurde

Nach der Präsidentschaftswahl am 21. April 2019, die der Politikneuling Wolodymyr Selenskyj für sich entscheiden konnte, löste dieser bei seiner Antrittsrede in der Werchowna Rada am 20. Mai 2019 das Parlament auf, was zu vorgezogenen Neuwahlen am 21. Juli 2019 führte, die die Partei des Präsidenten Sluha narodu (Diener des Volkes) mit absoluter Mehrheit gewann. Auf der ersten Sitzung des neu gewählten Parlamentes am 29. August 2019 wurden der von Selenskyj vorgeschlagene Ministerpräsident Oleksij Hontscharuk sowie die vorgeschlagenen Minister durch Wahl des Parlaments bestätigt. Lediglich zwei Minister wurden aus der vorhergehenden Regierung übernommen: Arsen Awakow, der bereits seit Februar 2014 Innenminister ist und Oksana Markarowa, die seit November 2018 das Finanzministerium führt.
Das vorherige Kabinett Hrojsman bestand aus 25 Ministern. Die Werchowna Rada ernannte 17 Personen zur neuen Regierung. Das neue Kabinett wird aus 15 statt 19 Ministerien bestehen. Das Landwirtschaftsministerium und das Energieministerium wurde an das Wirtschaftsministerium angegliedert und das Ministerium für Veteranenangelegenheiten wurde mit dem Ministerium für besetzte Gebiete vereint. Ebenso wurde das Kulturministerium, das Informationsministerium und das Jugendministerium zum Ministerium für Kultur, Jugend und Sport vereint. Es entstand ein neues Ministerium für digitale Transformation.

## Zusammensetzung des Kabinetts
| Portfolio                                                                                   | Minister                                                    | Foto | Parteizugehörigkeit | Amtszeit                          |
| ------------------------------------------------------------------------------------------- | ----------------------------------------------------------- | ---- | ------------------- | --------------------------------- |
| Ministerpräsident                                                                           | Oleksij Hontscharuk                                         |      | -                   | 29. August 2019 – 4. März 2020    |
| Erster Vize-Ministerpräsident und Minister für europäische und euro-atlantische Integration | Dmytro Kuleba                                               |      | -                   | 29. August 2019 –                 |
| Stellvertretender Ministerpräsident und Minister für digitale Transformation                | Mychajlo Fedorow                                            |      | Sluha narodu        | 29. August 2019 –                 |
| Außenminister                                                                               | Wadym Prystajko                                             |      | -                   | 29. August 2019 –                 |
| Innenminister                                                                               | Arsen Awakow                                                |      | -                   | 29. August 2019 –                 |
| Verteidigungsminister                                                                       | Andrij Sahorodnjuk                                          |      | -                   | 29. August 2019 –                 |
| Minister des Ministerkabinetts                                                              | Dmytro Dubilet                                              |      | -                   | 29. August 2019 –                 |
| Finanzminister                                                                              | Oksana Markarowa                                            |      | -                   | 29. August 2019 –                 |
| Minister für wirtschaftliche Entwicklung, Handel und Landwirtschaft                         | Tymofij Mylowanow                                           |      | -                   | 29. August 2019 –                 |
| Minister für Infrastruktur                                                                  | Wladyslaw Kryklij                                           |      | -                   | 29. August 2019 –                 |
| Minister für Energie und Umwelt                                                             | Oleksij Orschel Олексій Анатолійович Оржель                 |      | Sluha narodu        | 29. August 2019 –                 |
| Gesundheitsminister                                                                         | Sorjana Skalezka Зоряна Степанівна Скалецька                |      | -                   | 29. August 2019 –                 |
| Bildungsminister                                                                            | Hanna Nowossad Ганна Ігорівна Новосад                       |      | -                   | 29. August 2019 –                 |
| Justizminister                                                                              | Denys Maljuska                                              |      | Sluha narodu        | 29. August 2019 –                 |
| Minister für kommunale und territoriale Entwicklung                                         | Aljona Babak Альона Валеріївна Бабак                        |      | -                   | 29. August 2019 – 4. Februar 2020 |
| Minister für kommunale und territoriale Entwicklung                                         | Denys Schmyhal                                              |      | -                   | 4. Februar 2020 – 4. März 2020    |
| Minister für Sozialpolitik                                                                  | Julija Sokolowska Юлія Сергіївна Соколовська                |      | -                   | 29. August 2019 –                 |
| Minister für Kultur, Jugend und Sport                                                       | Wolodymyr Borodjanskyj Володимир Володимирович Бородянський |      | -                   | 29. August 2019 –                 |
| Minister für Veteranen, vorübergehend besetzte Gebiete und Binnenvertriebene                | Oksana Koljada Оксана Олександрівна Коляда                  |      | -                   | 29. August 2019 –                 |

### Weitere wichtige Ämter
| Portfolio                                                              | Amtsträger          | Foto | Parteizugehörigkeit | Amtszeit                             |
| ---------------------------------------------------------------------- | ------------------- | ---- | ------------------- | ------------------------------------ |
| Parlamentspräsident der Werchowna Rada                                 | Dmytro Rasumkow     |      | Sluha narodu        | 29. August 2019 –                    |
| Generalstaatsanwalt der Ukraine                                        | Ruslan Rjaboschapka |      | -                   | 29. August 2019 –                    |
| Sekretär des Nationalen Sicherheits- und Verteidigungsrats der Ukraine | Oleksandr Danyljuk  |      | -                   | 28. Mai 2019 – 30. September 2019    |
| Sekretär des Nationalen Sicherheits- und Verteidigungsrats der Ukraine | Oleksij Danilow     |      | -                   | 3. Oktober 2019 –                    |
| Leiter des Inlandsgeheimdienstes SBU                                   | Iwan Bakanow        |      | Sluha narodu        | 29. August 2019 –                    |
| Leiter der Präsidialverwaltung                                         | Andrij Bohdan       |      | -                   | 21. Mai 2019 –                       |
| Präsident der Nationalbank                                             | Jakiw Smolij        |      | -                   | 15. März 2018 –                      |
| Vorsitzender der Zentralen Wahlkommission der Ukraine                  | Tetjana Slipatschuk |      | -                   | 5. Oktober 2018 – 13. September 2019 |
| Vorsitzender der Zentralen Wahlkommission der Ukraine                  | Oleh Didenko        |      | -                   | 4. Oktober 2019 –                    |